# MacOS Sonoma
macOS Sonoma （マックオーエス ソノマ）は、Appleが開発・無料配布しているオペレーティングシステムで、Mac専用製品である。バージョンナンバーは14。macOS Venturaの後継としてWWDC2023の基調講演にて2023年6月5日に発表された 。米カリフォルニア州のワイン産地のソノマ郡から命名された。
最初の開発版は発表日の2023年6月5日から配布され、パブリックベータ版は2023年7月11日より配布されている。
GitHubでオープンソース部分が公開されている。
これまでのmacOS同様に、The Open Groupに正式に認定されたUNIXである。

## 新機能
macOS Sonomaは、特に生産性を高め、クリエイティブな面を発展させた、多数の新機能を備えている。
- ウィジェットは刷新され、通知センター限定ではなくなり、画面上のどこにでも配置できるようになった。ウィジェットピッカーはiPadOS 17同様のデザインに一新された。
- iPhone ウィジェットを使用: iPhoneをMacと同じApple Accountにサインインし、同じWi-Fiネットワークに接続することでiPhoneのウィジェットを使用できるようになった[13]。
- ロック画面はiOSやiPadOS同様に日付と時刻を含んだデザインに変更され、電源のボタンアイコンはコンテキストメニューになった。
- ビデオ会議アプリは、画面共有の上に発表者のウェブカメラのビデオをオーバーレイできる。
- アプリアイコンとSpotlight検索バーがより丸みを帯びたデザインになった。
- Safari:
  - ブラウジング・プロファイルでは、ブックマーク、拡張機能、Cookieを個別に設定できるようになり、個人用と仕事用を分けられるようになった。
  - パスワード共有は、複数の人が同じウェブサイトのパスワード・コレクションにアクセスし、必要に応じて更新できるようになった。
  - 「ウェブアプリ」では、任意のウェブサイトをDockに追加し、アプリのように簡素化されたSafariインターフェースで開くことができる。（同様の機能はGoogle Chromeでも利用できる。）この機能は、ウェブサイト開発者による追加作業を必要としないため、プログレッシブ・ウェブ・アプリとはやや異なる。
- メッセージ:
  - より正確な検索フィルター：例えば、連絡先名と検索用語を組み合わせ、特定の会話内でその用語を検索することができるようになった。
  - キャッチアップでは、会話の最初の未読メッセージにすばやくジャンプできる。
  - iMessageのステッカーに新しい選択インターフェイスが追加された。
- FaceTime:
  - IOS 17で追加された着信音がMacにも追加された。
- 時計: タイマー機能で複数のタイマーを利用できるようになった。
- キーボード: デバイス上の機械学習言語モデルのTransformerモデルにより、自動修正やインライン予測の精度が向上した。
- Apple TV: トップバーに代わりサイドバーとなった。
- ゲームモード: ゲームに最適化し、CPUとGPUを割り振る。
- スローモーション: 世界各地のスローモーションスクリーンセーバーが新登場。ログインするとデスクトップの壁紙に変化する。
- 通知パネルやロック画面などのアニメーションがよりスムーズになった。
- プッシュ通知のサウンドが刷新され、[トライトーン]からiOS 17と同様の[リバウンド]に変更された。

### ゲーム機能
AppleはmacOS Sonomaと同時に、WindowsゲームをmacOSに移植するための開発者向けツールを発表した。Wineから派生させ、リリースされたGame Porting Toolkitは、Windowsのアプリケーションプログラミングインターフェース（API）コールをmacOSの同等のAPIに変換し、開発者がX64 Windows DirectXゲームをmacOS上で実行できるようにする。MacユーザはGame Porting Toolkitを使用して、多くのDirectX 12ゲームを実行できる。技術ニュース関係者は、このツールをValveのLinux用Proton互換レイヤーと比較している。Appleはまた、シェーダーをAppleのMetalグラフィックスAPIに変換するMetal Shader Converterもリリースした。

### 削除された機能
- メール.appの旧いプラグイン機能[16]
- PostScriptとEncapsulated PostScript ファイルの変換機能。macOS Ventura では、プレビュー.appから削除されていたが、システムレベルで機能が削除された[17]。

## システム要件
macOS Sonomaは、Appleシリコン及び インテルのXeon-W 第8世代 Coffee Lake/Amber Lake以降を搭載したMacをサポートしている。 2017年以前のMacの大多数がサポート対象から外された。macOS Sonomaでサポート対象のうち、2019年の iMacのみがApple T2を登載していない。 macOS Sonomaは、以下のMacが対応している:
- iMac 2019 以降
- iMac Pro 2017
- MacBook Air (2018)以降
- MacBook Pro (2018)以降
- Mac mini (2018)以降
- Mac Pro (2019)以降
- Mac Studio 全モデル

Ars Technicaの分析によると、2016年と2017年のMacが受けたアップデートは平均6年間で、2009年から2015年にリリースされたインテルMacが受けた7〜8年のアップデートよりも短い。

## バージョン履歴
macOS Sonoma のアップデートの新機能参照
|  | 過去のリリース |  | 最新リリース |  | 最新ベータ版 |  | 緊急セキュリティ対応 |

| バージョン | ビルド  | Release date   | Darwin                                                      | 備考 |
| ---------- | ------- | -------------- | ----------------------------------------------------------- | --- |
| 14.0       | 23A344  | 2023年9月26日  | 23.0.0 xnu-10002.1.13~1 Fri Sep 15 14:41:34 PDT 2023        | Release Notes 新機能、セキュリティアップデート                                                                            |
| 14.1       | 23B74   | 2023年10月25日 | 23.1.0 xnu-10002.41.9~6 Mon Oct 9 21:28:31 PDT 2023         | Release Notes 機能強化、バグ修正、セキュリティアップデート                                                                |
| 14.1       | 23B2073 | -              |                                                             | iMac (24インチ, 2023) 初期出荷プリインストール                                                                            |
| 14.1       | 23B2077 | -              |                                                             | iMac (24インチ, 2023) 初期出荷(23B2073)プリインストール専用アップデート                                                   |
| 14.1.1     | 23B81   | 2023年11月7日  | 23.1.0 xnu-10002.41.9~6 Mon Oct 9 21:26:29 PDT 2023         | 重要なバグ修正とセキュリティアップデート                                                                                  |
| 14.1.1     | 23B2082 | 2023年11月7日  | 23.1.0 xnu-10002.41.9~6 Mon Oct 9 21:26:29 PDT 2023         | MacBook Pro(2023), iMac (24インチ, 2023)初期出荷(23B2073)プリインストール専用アップデート                                 |
| 14.1.2     | 23B2091 | 2023年11月30日 | 23.1.0 xnu-10002.41.9~6 Mon Oct 9 21:27:27 PDT 2023         | MacBook Pro(2023), iMac (24インチ, 2023)初期出荷(23B2073)プリインストール専用アップデート セキュリティアップデート        |
| 14.1.2     | 23B92   | 2023年11月30日 | 23.1.0 xnu-10002.41.9~6 Mon Oct 9 21:27:27 PDT 2023         | セキュリティアップデート                                                                                                  |
| 14.2       | 23C64   | 2023年12月11日 | 23.2.9 xnu-10002.61.3~2 Wed Nov 15 21:59:33 PST 2023        | Release Notes PDF関連やメッセージ、天気と時計の機能強化、バグ修正、セキュリティアップデート                               |
| 14.2.1     | 23C71   | 2023年12月19日 | 23.2.9 xnu-10002.61.3~2 Wed Nov 15 21:59:33 PST 2023        | セキュリティアップデート                                                                                                  |
| 14.3       | 23D56   | 2024年1月22日  | 23.3.0 xnu-10002.81.5~7 Wed Dec 20 21:30:27 PST 2023        | Release Notes セキュリティアップデート                                                                                    |
| 14.3.1     | 23D60   | 2024年2月9日   | 23.3.0 xnu-10002.81.5~7 Wed Dec 20 21:30:27 PST 2023        | 入力中にテキストが予期せず重複したり重なったりする可能性がある問題の修正                                                  |
| 14.4       | 23E214  | 2024年3月7日   | 23.4.0 xnu-10063.101.15~2 Wed Feb 21 21:44:31 PST 2024      | Release Notes セキュリティアップデート 新しい絵文字の追加、Messages for Businessアップデート、バグ修正                    |
| 14.4.1     | 23E214  | 2024年3月25日  | 23.4.0 xnu-10063.101.17~1Fri Mar 15 00:12:41 PDT 2024       | セキュリティアップデート外部ディプレイ内蔵のUSBハブを認識しない問題、Audio Unitプラグイン不具合、Javaに関する不具合の修正 |
| 14.5       | 23F79   | 2024年5月13日  | 23.5.0 xnu-10063.121.3~5 Wed May 1 20:16:51 PDT 2024        | Release Notes セキュリティアップデート 改善とバグ修正                                                                     |
| 14.6       | 23G80   | 2024年7月29日  | 23.6.0 xnu-10063.141.1~2 Fri Jul 5 17:55:37 PDT 2024        | Release Notes セキュリティアップデート 14インチのMacBook Pro (M3)でリッドクローズドモード時のデュアルディスプレイサポート |
| 14.6.1     | 23G93   | 2024年8月7日   | 23.6.0 xnu-10063.141.1~2 Mon Jul 29 21:13:04 PDT 2024       | 高度なデータ保護を有効または無効にできない問題を修正                                                                      |
| 14.7       | 23H124  | 2024年9月16日  | 23.6.0 xnu-10063.141.1.700.5~1 Wed Jul 31 20:48:44 PDT 2024 | セキュリティアップデート                                                                                                  |
| 14.7.1     | 23H222  | 2024年10月28日 | 23.6.0 xnu-10063.141.1.701.1~1 Thu Sep 12 23:34:49 PDT 2024 | セキュリティアップデート                                                                                                  |
| 14.7.2     | 23H311  | 2024年12月11日 | 23.6.0 xnu-10063.141.1.702.7~1Fri Nov 15 15:12:37 PST 2024  | セキュリティアップデート                                                                                                  |
| 14.7.3     | 23H417  | 2025年1月27日  | 23.6.0 xnu-10063.141.1.703.2~1Thu Dec 19 20:44:10 PST 2024  | セキュリティアップデート                                                                                                  |
| 14.7.4     | 23H420  | 2025年2月10日  | 23.6.0 xnu-10063.141.1.703.2~1 Thu Dec 19 20:44:50 PST 2024 | 重要なセキュリティ修正 |
| 14.7.5     | 23H527  | 2025年2月10日  | 23.6.0 xnu-10063.141.1.704.6~1 Thu Mar 6 22:00:07 PST 2025  | セキュリティアップデート                                                                                                  |
| 14.7.6     | 23H626  | 2025年5月12日  | 23.6.0 xnu-10063.141.1.705.2~1 Thu Apr 24 20:29:27 PDT 2025 | セキュリティアップデート                                                                                                  |
| 14.7.7     | 23H723  | 2025年7月29日  | 23.6.0 xnu-10063.141.1.705.2~2 Wed May 14 13:52:32 PDT 2025 | セキュリティアップデート                                                                                                  |
| 14.7.8*    | 23H730  | 2025年8月20日  | 23.6.0 xnu-10063.141.1.705.2~2 Wed May 14 13:52:32 PDT 2025 | セキュリティアップデート                                                                                                  |